# Waschhaus (Parois)

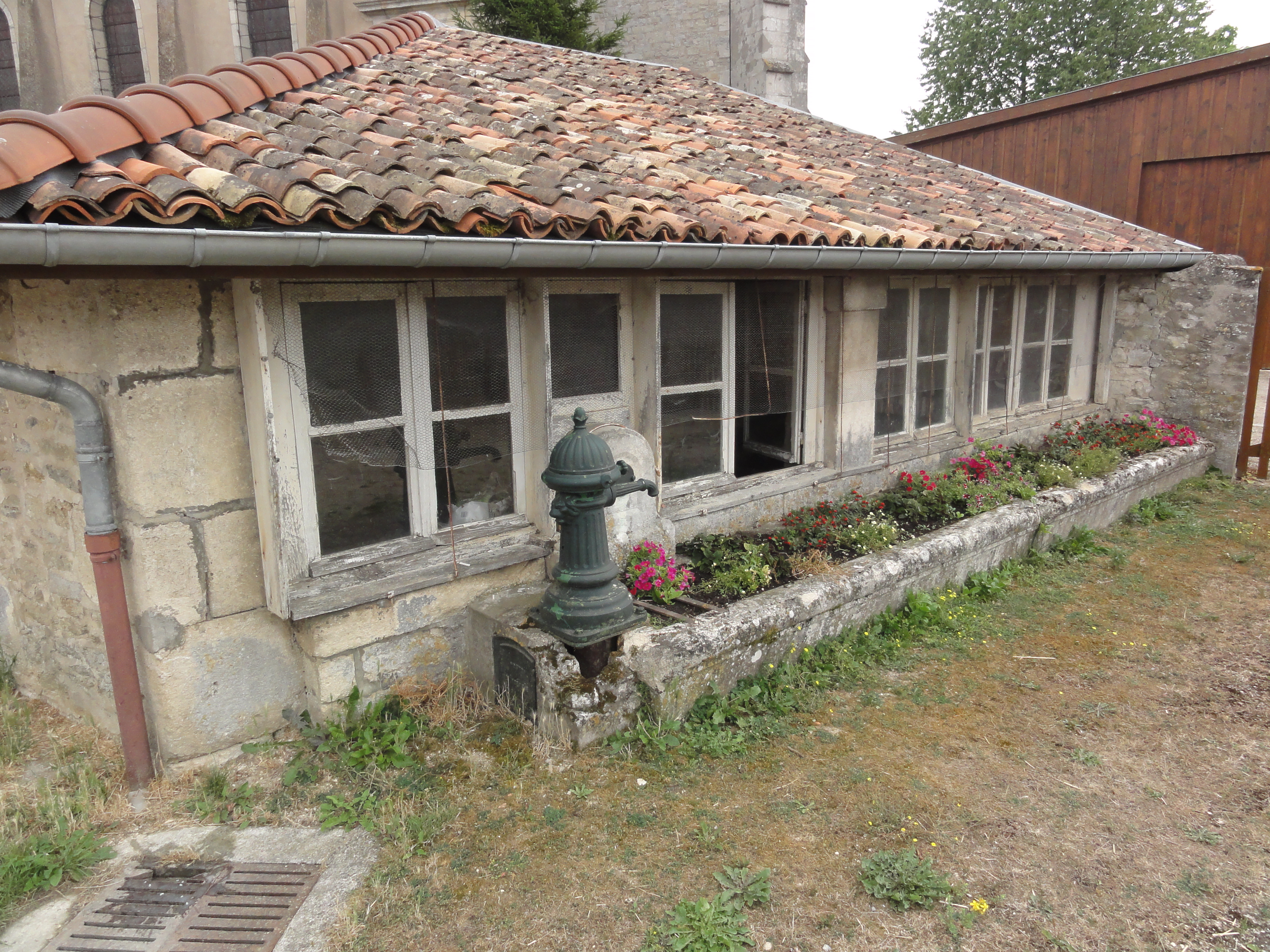
Waschhaus in Parois

Das öffentliche Waschhaus (französisch lavoir) in Parois, einem Ortsteil der französischen Gemeinde Clermont-en-Argonne im Département Meuse in der Region Grand Est, wurde um 1700 errichtet. 
Das komplett geschlossene Waschhaus aus Sandsteinmauerwerk mit Zeltdach besitzt noch seinen ursprünglichen Dachstuhl.
Das Wasserbecken im Inneren ist oval. 